# サトウサンペイ
サトウ サンペイ（本名：佐藤 幸一〔さとう ゆきかず〕、1929年9月11日 - 2021年7月31日）は、日本の漫画家。
「平凡なサラリーマンの生活」を描き、「サラリーマン漫画」の創始者と評されるほか、紀行文やエッセイの執筆もおこなった。

## 略歴
愛知県名古屋市生まれ。生家は時計製造販売会社「佐藤時計製作所（サトウクロック）」を営んでおり、サトウの父が大阪で新工場と事務所を手掛けることになったため、2歳から大阪府大阪市天王寺区で育つ。
幼少期は『タンクタンクロー』や『のらくろ』などの児童漫画に親しんだほか、自身でも絵を得意とし、大阪府の図画コンクールで入選したこともあったという。旧制生野中学校入学後は、学徒動員で陸軍造兵廠に徴用され、旋盤工として高射砲用の弾丸製作に従事した。
中学卒業後、画家を志望し、帝国美術学校へ通うことを願った（戦後特例で、中学卒で旧制専門学校に入学することが可能だった）が、父親の反対や戦後すぐの食糧事情の悪化から果たせず、旧制京都工業専門学校（京都工芸繊維大学の前身）染色科に入学。この頃、大阪新聞に連載された南部正太郎の『ヤネウラ3ちゃん』を耽読した。南部とはのちに知り合い、南部率いる関西在住の漫画家グループに加入している。
旧制京都工業専門学校卒業時、教授に、大丸（現：大丸松坂屋百貨店）宣伝部長の重成基を紹介され、就職を希望して個人面談に臨むが、その重成が履歴書を紛失。正規の入社試験を受けられなかったため、経歴を4ページあるいは8ページの漫画に描いて提出して合格したという。大丸入社後は、婦人既製服売り場を経て、大阪店（のちの心斎橋店）宣伝部に配属され、新聞広告のレイアウトおよびコピーライティングに従事。
前述の履歴書や、社内報に寄稿した漫画作品のことが新大阪新聞の小谷正一の耳に入ったのをきっかけとして、1953年に同紙の4コマ漫画『大阪の息子』でデビューする。ペンネームの「サンペイ」の由来は岡本一平まではいかないだろう、という謙遜から。活動当初はサラリーマンとの兼業であった。このころ、当時高校生だった西村宗がたびたびサトウの職場をたずね、原稿の添削を仰いでいる。1957年に大丸を退社し、専業漫画家として独立。産経新聞に『インスタントマダム』の連載を開始した1961年、活動の場を東京に移す。
1965年に朝日新聞夕刊で連載を開始した4コマ漫画『フジ三太郎』は、のちに朝刊に舞台を変え、1991年に終了するまで26年の長期連載となった。
2021年7月31日に誤嚥性肺炎のため、東京都立川市の病院で死去。91歳没。

### 受賞歴
- 1966年 第12回文藝春秋漫画賞（『フジ三太郎』『アサカゼ君』[6][2][3]）
- 1991年 東京都民文化栄誉賞[1]
- 1997年 紫綬褒章[2][3]
- 2006年 旭日小綬章[3][15]
- 2017年 第46回日本漫画家協会賞特別賞（『フジ三太郎』他全作品）[2][3][16]

## 人物・エピソード
- サラリーマン時代は遅刻の常習犯で、3日に1回は遅刻していたという[7]。漫画家デビュー後は、次第に本業がおろそかになって部署内での遅刻回数1位となり、「遅刻マン」とあだ名されるようになった[6]。
- 1965年に発足した「ベトナムに平和を!市民文化団体連合」（ベトナムに平和を!市民連合＝ベ平連の前身）の呼びかけ人になっている[17]。
- 1970年3月に連載を休んで26日間の欧州旅行に出かけるなど、海外を多く旅し、文章にしている。
- 金光教の信徒であり[7]、信仰生活をつづったエッセイ『ドタンバの神頼み』を上梓している。

## 作品

### 作風
- 人物・背景問わずシンプルな描画をおこなう。もとは横山泰三に影響を受け[6]、細い硬質な線で頭身の高い人物を描いていたが、次第に細くやわらかい質感の均質な線で、頭部の大きい人物を描く画風に変化した。スクリーントーンは使用しない。ふきだし内の文字は版下処理をせず、ペンによる手書きである。
- 複数ページの作品におけるコマ割りは、枠線をハシゴ状に描いてコマを繋げ、1ページあたり5コマを縦に2列[18]や、横1列2コマを4段に分ける[19]など、均一に配置している特徴がある。4コマ作品においては、題材によっては通常4コマの枠線を書き換え、3コマ[20]や長大な1コマとしてしまう。このことについてサトウは「僕があつかましいせいもあるが、やはり育ちが映画世代だったからだ」「ワンシーンの動きを表現する手段」と述べている[6]。

### 連載
- 大阪の息子（新大阪新聞 1953年）
- オッス・メッス（サンケイスポーツ 1957年）
- インスタントマダム（産経新聞夕刊[3] 1961年 - 1965年）
- アサカゼ君（漫画サンデー 1963年 - 1965年）
- フジ三太郎（朝日新聞朝刊 1965年 - 1991年）
- ランチ君（平凡パンチ 1965年 - 1968年）
- ハナベエ（週刊文春 1966年 - 1967年）
- スカタンCO.（カンパニー）（サンデー毎日 1967年 - 1974年)
- 夕日くん（週刊朝日 1968年 - 1985年）

### 著書
漫画
- アサカゼ君
  - 『サラリーマンアサカゼ君』（1965年 実業之日本社ホリデー新書）
  - 『知ってます? サトウサンペイのアサカゼ君』（1984年 実業之日本社）
- フジ三太郎
  - 『フジ三太郎名場面』全19巻（1982年 - 1991年 朝日文庫）
  - 『フジ三太郎とサトウサンペイ』全27巻（2013年 ジェイ・キャスト） - 電子書籍
- スカタンCO.
  - 『スカタンCO.』（1977年 奇想天外文庫）
  - 『英訳 スカタンCO.』全3巻（トミー植松訳 1982年、評論社文庫）
- 夕日くん
  - 『夕日くん』全15巻（1982年 - 1985年 新潮社）
  - 『夕日くん オトコのホンネ』全6巻（1995年 朝日文庫）
- 作品集
  - 『スカタンCO.とランチ君』（1966年 コダマプレス）
  - 『現代漫画 第1期8巻 サトウサンペイ集』（1969年 筑摩書房）
  - 『ランチ君・スカタンCO.』（1976年 奇想天外文庫）
  - 『現代まんが全集 17 サトウサンペイ集』（1978年 筑摩書房）

エッセイ
共著の場合は括弧内に共著者
- 『ドコカへ行こうよ』（1972年 文藝春秋、1982年 新潮文庫）
- 『スマートな日本人 絵で見る海外マナー』（1974年 日本交通公社出版事業局）

『ドタンバのマナー海外編 スマートな日本人』（改題再刊 1986年 新潮文庫）
- 『ドタンバのマナー』（1982年 新潮文庫）
  - The Ultimate Guide to Etiquette in Japan――対訳・ドタンバのマナー（1998年 講談社インターナショナル）
- 『けっこうエーこといってるんですが』（1977年 文藝春秋、1983年 新潮文庫）
- 『食べ物さん、ありがとう』（川島四郎 1985年 保健同人社、1986年 朝日文庫）
  - 『続 食べ物さん、ありがとう』（川島四郎 1986年 保健同人社、1986年 朝日文庫）
  - 『続々 食べ物さん、ありがとう』（川島四郎 1987年 朝日文庫）
- 『ドタンバの神頼み』（1989年 光文社カッパ・ホームス、1999年 朝日文庫）
- 『見たり、描いたり。』（1995年 朝日新聞社）
- 『フジ三太郎旅日記』（1994年 朝日新聞社、1997年 朝日文庫）
- 『パソコンの「パ」の字から』（1998年 朝日新聞社・Paso増刊号）
  - パソコンの「パ」の字から ウィンドウズ98対応版（2000年 朝日新聞社）
  - 『新・パソコンの「パ」の字から ウィンドウズXP対応版』（池辺史生 2002年 朝日新聞社）
  - 『パソコンの「パ」の字から ネット遊び』（Paso編集部 2009年 朝日新聞社）
- 『人生いつも初体験』（2002年 文藝春秋）
- 『サトウサンペイの「操体法」入門』（佐藤武 2004年 中央公論新社）

イラスト提供
- 『国弘正雄・サトウサンペイの英語はコワーイ!?』（国弘正雄 1984年 パナ教育システム） - 連載広告を単行本化したもの。
- 『ゆきあいの空 アルツハイマー・パーキンソン老人看病記』（池辺史生 1992年 朝日新聞社）
- 『嘘ばっかりの「経済常識」』（岩田規久男 1996年 講談社＋α文庫）
- 『みんなの健康』（三省堂）
  - 『リウマチとプール療法』（橋本明、福原寿万子 1999年）
  - 『笑いの健康学』（伊丹仁朗 1999年）
- 『老楽笑歌』全3集（林あや子 2003年 - 2005年 保健同人社） - このうち2集は東海林さだお、砂川しげひさとともに公募作品の選者として参加。
- 『遺伝子が喜ぶ長生きごはん』（家森幸男 2010年 朝日文庫）

### 映像化作品
- 夕日くんシリーズ - 東宝の配給により実写映画化。主演はなべおさみ。
  - ひらヒラ社員 夕日くん（1970年9月12日公開[21]。監督石田勝心、脚本田波靖男、撮影志賀邦一。）
  - ひらヒラ社員夕日くん ガールハントの巻（1970年11月22日公開[22]。監督石田勝心、脚本田波靖男、撮影志賀邦一。）
  - 夕日くん サラリーマン脱出作戦（1971年4月15日公開[23]。監督小谷承靖、脚本田波靖男、撮影市原康至。）
  - 夕日くん サラリーマン仁義（1973年9月22日公開[24]。監督小谷承靖、脚本田波靖男、撮影市原康至。）
- フジ三太郎 - 1968年にTBS系（国際放映制作・坂本九主演）で、1982年にテレビ朝日系（堺正章主演）でそれぞれテレビドラマ化。
- ドタンバのマナー - テレビアニメ化。1984年から1987年までフジテレビで放映。制作はエイケン。
- パソコンの「パ」の字から ウィンドウズMe対応版 - 使用方法について学習するための全3巻のVHS。東芝EMIファミリークラブ制作。

## 出演

### テレビ
- 第24回NHK紅白歌合戦（1973年12月31日、NHK総合・ラジオ第1） - 審査員
- 趣味悠々 サトウサンペイと楽しむ海外旅行術 フリープランからロングステイまで（1997年4月 - 5月、NHK教育）

### ラジオ
- お早よう!サトウサンペイです（1973年、ラジオ関西）

### CM
- 麒麟麦酒 キリンラガービール（1990年）[25]